# جيود (حجر)

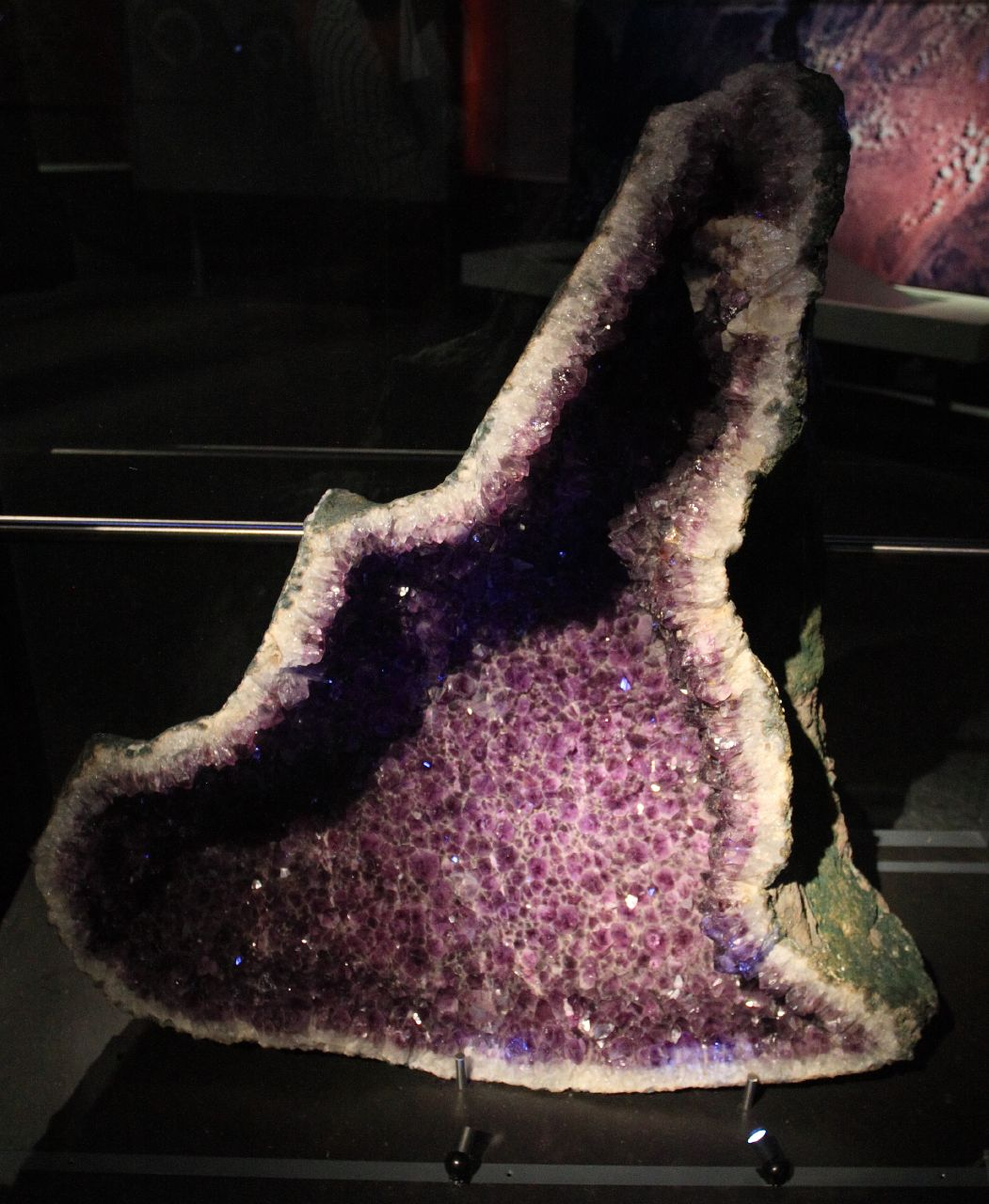
داخل جيود كبير مبطّن ببلورات الجمشت

الجَيُّود أو الحُصَيبة هو تكوين أرضي ثانوي داخل الصخور البركانية والرسوبية. الجيود صخور كروية مجوفة، حيث تُعزل كتل من المواد المعدنية (التي قد تحتوي على بلورات). تتشكل البلورات عن طريق ملء الحويصلات في الصخور البركانية وشبه البركانية بالمعادن المترسبة من التوزيع الحرمائي؛ أو عن طريق تفكك الخرسانات الجينية المتزامنة والتعبئة الجزئية بواسطة نفس المعادن أو غيرها من المعادن المترسبة من المياه أو المياه الجوفية أو السوائل الحرارية المائية.